# Baleia-bicuda-de-ginkgo
A baleia-bicuda-de-ginkgo (Mesoplodon ginkgodens) é um cetáceo da família dos Zifiídeos (Ziphiidae) encontrado em águas temperadas e tropicas do Pacífico e Índico.